# David Howell (Schachspieler)
David Wei Liang Howell (* 14. November 1990 in Eastbourne) ist ein englischer Großmeister im Schach.

## Leben
Howell ist mit 16 Jahren der jüngste britische Schachspieler überhaupt, der den Titel eines Großmeisters erringen konnte. Im Januar 2007 erfüllte Howell mit dem zweiten Platz beim Rilton Cup in Stockholm die dritte Großmeister-Norm und löste somit seinen Landsmann Luke McShane als bisher jüngsten Briten ab, dem dieser Titel zuteilwurde.
Howell lernte das Schachspiel mit fünf Jahren und erzielte rasch Fortschritte, er war jeweils britischer Jugendmeister der unter 8-, 9- und 10-Jährigen. Im Jahr 2001 wurde er nach Tie-Break Dritter bei der U12-Europameisterschaft in Kallithea (Chalkidiki) sowie Zweiter hinter Sergei Alexandrowitsch Karjakin der U12-Weltmeisterschaft.
Aufsehen erregte Howell frühzeitig im Blitzschach, im Jahr 1999 im Alter von nur acht Jahren konnte er den englischen Großmeister John Nunn bezwingen; 2001 spielte er als 11-Jähriger einen Wettkampf im Blitzschach gegen den Schachweltmeister Wladimir Kramnik. In dem Match über vier Partien gelang ihm in der vierten Begegnung ein Unentschieden.
2008 gewann Howell das 26. internationale Open von Andorra mit 8 Punkten aus 9 Partien (+7 =2 −0). 2009 gewann er in Torquay die Britische Meisterschaft mit 9 Punkten aus 11 Partien. 2008, 2009 (geteilt mit Mark Hebden) und 2010 gewann er die Britische Meisterschaft im Schnellschach.
Beim London Chess Classic 2009, einem Turnier der Kategorie 18, kam er hinter Magnus Carlsen und Wladimir Kramnik auf Platz 3 und erzielte dabei eine Elo-Leistung von 2760.
Derzeit (Stand: Dezember 2023) liegt er auf dem zweiten Platz der englischen Elo-Rangliste.
Howell studierte Folklore, Mythologie und mittelalterliche Literatur an der Cardiff University.

## Nationalmannschaft
Howell nahm mit der englischen Mannschaft an den Schacholympiaden 2008, 2010, 2012, 2014 und 2022 sowie den Mannschaftseuropameisterschaften 2011, 2013 und 2015 teil.

## Vereine

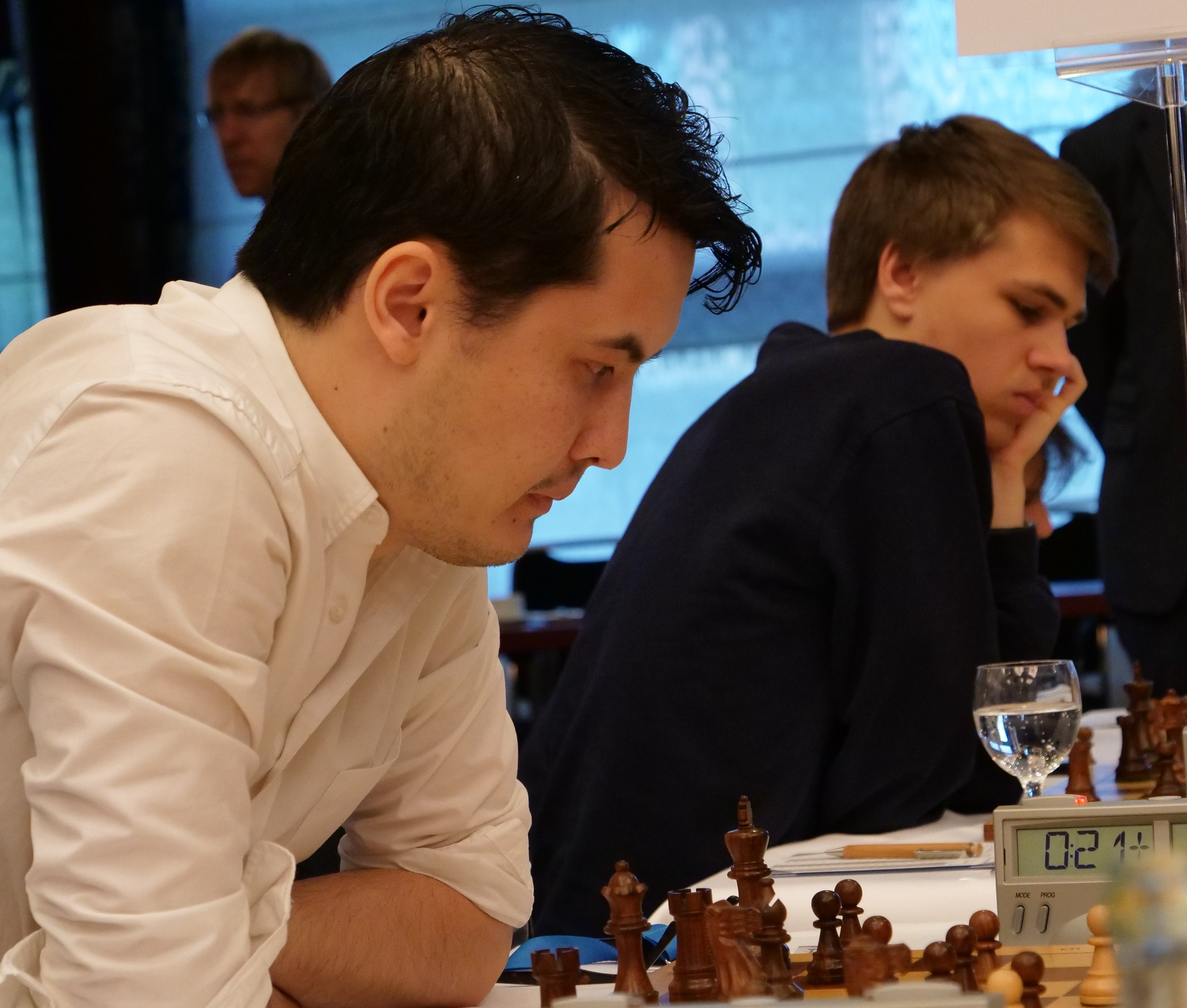
Für Hockenheim in der Bundesliga-Endrunde 2018 in Berlin (re. für Hamburg: Rasmus Svane)

In der britischen Four Nations Chess League (4NCL) spielte Howell von 2001 bis 2004 bei Slough, von 2004 bis 2009 und erneut seit 2019 bei Guildford A&DC, von 2009 bis 2011 bei Pride and Prejudice, von 2011 bis 2014 bei Wood Green Hilsmark Kingfisher und von 2014 bis 2019 für Cheddleton. Er gewann die 4NCL 2007, 2008, 2011 und 2012. In der deutschen Schachbundesliga spielte er von 2010 bis 2015 für die SG Trier und seit 2016 für die SV 1930 Hockenheim, in Frankreich spielte Howell in der Saison 2005/06 für Montpellier Echecs. Die norwegische Eliteserien gewann er 2019 mit dem Vålerenga Sjakklubb, in der spanischen División de Honor spielte er 2020 für Andreu Paterna.